# Catalina Real-time Transient Survey
El Catalina Real-Time Transient Survey (en español Reconocimiento Transitorio en Tiempo Real de Catalina) es una colaboración que utiliza tres telescopios en busca de transitorios ópticos. Se utilizan los mismos telescopios que en el proyecto Catalina Sky Survey: Mt. Lemmon Survey, Catalina Sky Survey y Siding Spring Survey. Cuando se detectan transitorios, se les alerta en un corto período de tiempo para que otros también puedan observar el evento utilizando VOEventNet y SkyAlert. Ha detectado supernovas, estrellas variables cataclísmicas, blázares, núcleos galácticos activos y estrellas fulgurantes.